# Besedotvorna podstava
Besedotvorna podstava je neobraziljena korenskomorfemska podstava oziroma del tvorjenke, na katerega se razvrščajo obrazila. Ta so lahko predponska, medponska in priponska. Pri medponskih obrazilnih morfemih je besedotvorna podstava najmanj dvo-, lahko pa seveda tudi večdelna (Vidovič Muha, 2011, 131).
Ada Vidovič Muha (2011, 131) piše, da glede besedotvorne podstave velja pravilo, da mora biti njen korenski morfem (ali več korenskih morfemov) tudi v (predmetnopomenski) besedi skladenjske podstave. 
Zanimivo je tudi to, da pri definiranju besedotvorne podstave med različnimi avtorji prihaja do odstopanj. Toporišič pod poimenovanjema »besedotvorna podstava« in »govorna podstava« namreč razume besedno zvezo, iz katere tvorjenka nastane. Vidovič Muha tako besedno zvezo po drugi strani imenuje »skladenjska podstava«, besedotvorno podstavo pa utemeljuje kot »tisti del tvorjenke, ki mu dodamo oziroma odvzamemo obrazilo«.

## Stopnja tvorjenosti
Besedotvorni podstavi lahko določimo morfemsko zgradbo, ki izraža tudi stopnjo tvorjenosti. Besedotvorna podstava je lahko:
- netvorjena (enomorfemska): gozd|ar– tvorjenka prve stopnje 
- tvorjena: gozdar|ski – tvorjenka druge stopnje, saj je besedotvorna podstava že tvorjena

## Besedotvorna podstava tvorjenih samostalnikov
Pri tvorjenih samostalnikih je besedotvorna podstava običajno: 
- glagol:

delavec  [tisti, ki] dela[-],
jédec  [tisti, ki]  jé,
sadilec  [tisti, ki] sadi,
- pridevnik:

bel-ec  [tisti, ki je] bel[-],
modrec  [tisti, ki je] moder,
suhec  [tisti, ki je] suh,
- samostalnik:

gozd-ar  [tisti, ki je povezan z] gozd[-om].

## Besedotvorna podstava na primeru zloženk
Besedotvorna podstava torej nosi konkretni slovarski pomen tvorjenke. V primeru zloženk je nastala po pretvorbi najmanj dveh predmetnopomenskih besed, ki sta v skladenjski podstavi v podrednem ali prirednem razmerju. To razmerje je v besedotvorni podstavi izraženo z definirano razvrstitvijo njenih delov: podrednost implicira določujočo sestavino pred določano ne glede na vrsto prilastka v skladenjski podstavi, prirednost pa ohranitev zaporednosti (predmetnopomenskih) besed iz skladenjske podstave, npr.:
sever-o-vzhod ← vzhod {ob} sever {-u}, { } → -o-, sever-, -vzhod; rdeč-e-bel ← rdeč{-ø in} bel. (Vidovič Muha, 2011, 106)